# Nezamyslice (powiat Klatovy)
Nezamyslice – gmina w Czechach, w powiecie Klatovy, w kraju pilzneńskim.
1 stycznia 2017 gminę zamieszkiwało 212 osób, a ich średni wiek wynosił 47,8 roku.